# 彼得拉·梅德
彼得拉·玛丽亚·梅德（瑞典語：Petra Maria Mede，1970年3月7日—），是一位瑞典喜劇演員，同時也是舞者、女演員以及電視主持人。她出生於斯德哥爾摩，於哥德堡長大。眾所皆知的，梅德時常在相聲表演中扮演多種角色，也常常擔綱節目的主持人，特別是主持2013、2016和2024年歐洲歌唱大賽。

## 個人生活
語言方面，梅德的瑞典語、英語、西班牙語、意大利语及法語都非常流利。她與她的伴侶马蒂亚斯·云特（Mattias Günther）結婚，並於2012年生下一個女兒。

## 外部連結
- 官方网站  （瑞典文）
- 彼得拉·梅德在互联网电影资料库（IMDb）上的資料（英文）